# Henri Bolelli
Pour les articles homonymes, voir Bolelli.
Henri Bolelli, né le 27 février 1912 à Talence (Gironde) et mort le 2 janvier 1984 à Dinard (Ille-et-Vilaine), est un joueur français de tennis.

## Carrière
Il a gagné un tournoi 2 tournoi en simple :
- 1938, Paris Sporting Club Christmas Tournament

1/4 Jacques Brugnon

1/2	Paul Féret

Fin. 	Christian Boussus (6-2 6-2 1-6 8-6)
- 1939, Stockholm Scandanavian Indoor

1/8 Forsman Pentti (6-4 6-3 5-7 6-2)

1/4 Pierre Pellizza (forfait)

1/2 Frank Bowden (6-3 7-5 6-4)

Fin. 	Henner Henkel (4-6 6-4 6-1 6-4)
- 1/2 en 1936 à Paris Coupe de Noël perd contre Jean Le Sueur

- 1/2 en 1938 à Monte-Carlo perd contre Christian Boussus

- 1/4 en 1938 à Bournemouth au British Hard Court Championships perd contre Henry Austin

## Parcours en Grand Chelem

### Simple
| Année | Open d'Australie | Roland-Garros  | Wimbledon      | US Open        |
| ----- | ---------------- | -------------- | -------------- | -------------- |
| 1936  | -                | (1/16)         | -              | -              |
| 1937  | -                | -              | -              | -              |
| 1938  | -                | (1/16)         | (1/32)         | -              |
| 1939  | -                | (1/32)         | -              | -              |
| 1940  | -                | Pas de tournoi | Pas de tournoi | -              |
| 1941  | Pas de tournoi   | Pas de tournoi | Pas de tournoi | Pas de tournoi |
| 1942  | Pas de tournoi   | Pas de tournoi | Pas de tournoi | Pas de tournoi |
| 1943  | Pas de tournoi   | Pas de tournoi | Pas de tournoi | Pas de tournoi |
| 1944  | Pas de tournoi   | Pas de tournoi | Pas de tournoi | Pas de tournoi |
| 1945  | Pas de tournoi   | Pas de tournoi | Pas de tournoi | Pas de tournoi |
| 1946  | -                | (1/16)         | (1/32)         | -              |
| 1947  | -                | -              | -              | -              |
| 1948  | -                | -              | -              | -              |
| 1949  | -                | -              | -              | -              |
| 1950  | -                | (1/16)         | -              | -              |

## Coupe Davis
Il participe à 9 rencontres de Coupe Davis des campagnes de 1938, 1948 et 1949 dans le groupe Europe.

Il a joué 11 matchs lors de 9 rencontres de Coupe Davis lors des campagnes de 1938 et 2 matchs de simples (2 victoires) et 9 double (6 victoires).